# Discocephalana viridis
Discocephalana viridis är en insektsart som beskrevs av Carl Ludwig Kirschbaum 1858. Discocephalana viridis ingår i släktet Discocephalana och familjen dvärgstritar. Inga underarter finns listade i Catalogue of Life.